# マンサナーレス川
マンサナーレス川（マンサナーレスがわ、スペイン語: Manzanares）は、スペインの中央部を流れる川である。
グアダラマ山脈（Sierra de Guadarrama）のナバセラーダ峠（Puerto de Navacerrada）付近に水源があり、南東に向かう。首都のマドリードでは、アトレティコ・マドリードのホームグラウンドであるエスタディオ・ビセンテ・カルデロンの脇を流れ、その後ヘタフェを抜け、ハラマ川に合流する。この川は、最終的にはタホ川（テージョ川）とあわさりポルトガルのリスボンを通り大西洋へ注ぐ。
上流部はグアダラマ山脈の山々と花崗岩、片麻岩の渓谷、岩場からなる。国際的に重要な湿地に指定されているサンティジャーナ貯水池一帯は1992年にユネスコの生物圏保護区に指定され、現在はロソヤ川とグアダラマ川の上流部と共にユネスコの生物圏保護区に指定されている。
スペイン内戦中、反乱軍と共和国軍との間で首都攻防の地となり、ペラレス・デル・リオ付近では今でもブンカーが残っている。